# Intel 8089

Pinbelegung des 8089

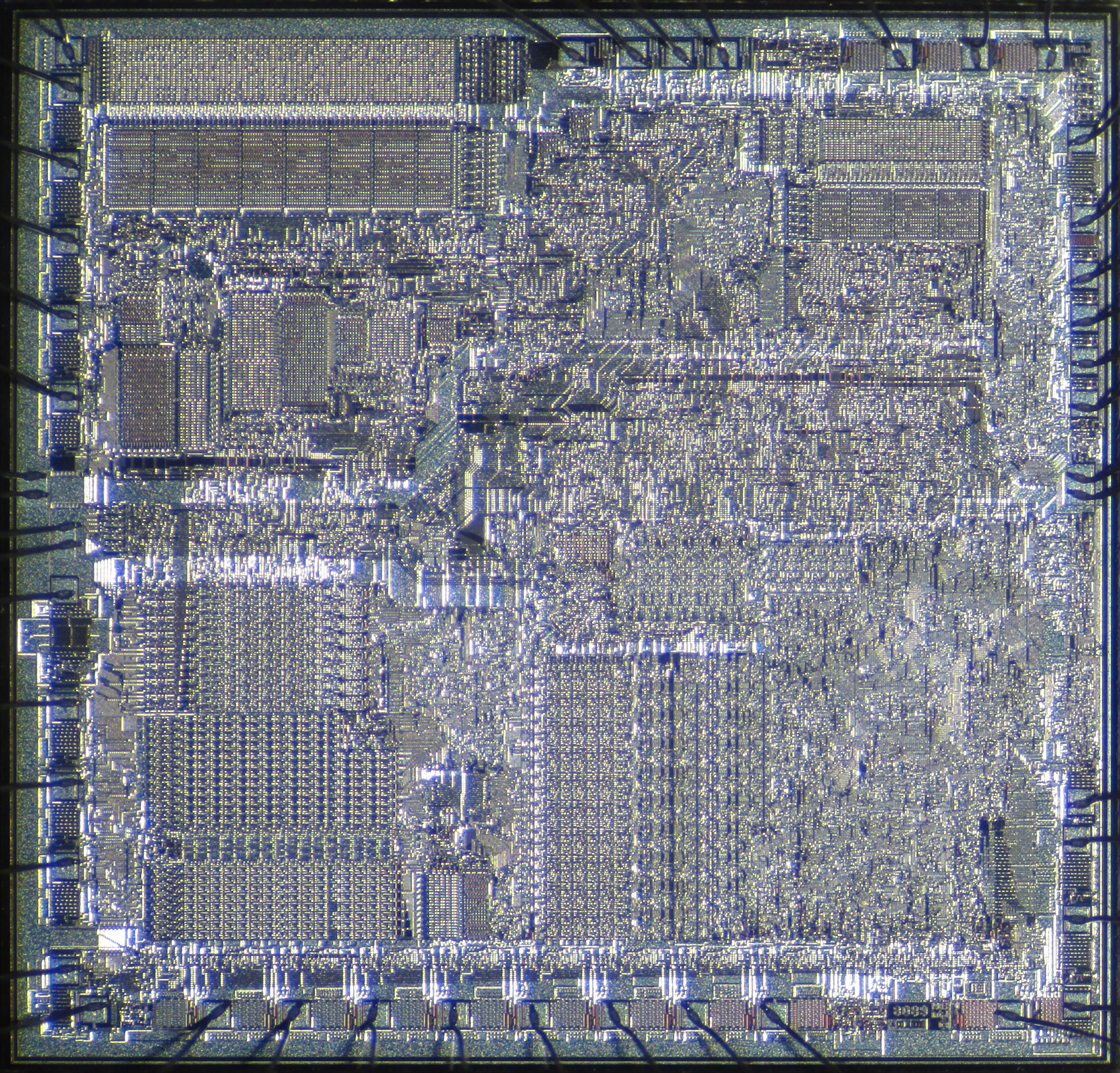
Chip des 8089

Der Intel 8089 I/O-Prozessor wird in 8086/8088-Prozessorsystemen verwendet. Er dient u. a. als DMA-Controller und entlastet durch weitere I/O-Operationen die CPU. Der 8089 stellt zwei I/O-Kanäle zur Verfügung, von denen jeder eine Transferrate von 1,25 MByte/s bei einer Standardsystemfrequenz von 5 MHz bietet. Da IBM ihn nicht im IBM-PC verwendete, erlangte er keine große Verbreitung. Stattdessen verwendete man den 8237.

## Betriebsarten
Der 8089 kann in einem Local- und einem Remotemodus betrieben werden. Im Localmodus arbeitet der 8089 als Slave-Prozessor mit einem 8086/8088-Prozessor zusammen, der im Maximummodus betrieben wird. Der Remotemodus ist – ähnlich zum Maximummodus des 8086/8088 – für den Multiprozessorbetrieb vorgesehen. Hier werden die zusätzlichen I/O-Bausteine, der 8288 (Bus-Controller) und der 8289 (Bus-Arbiter), verwendet.
Der 8089 verfügt über keinen internen Oszillator. Der erforderliche Takt wird extern vom Oszillator-Chip 8284 generiert. Ferner ist zur Abtrennung der Adressen aus dem gemultiplexten Adress-/Datenbus ein Latch erforderlich, z. B. der 8282. Für die ausreichende Ansteuerung der gesamten Bussysteme wie auch im Multiprozessorbetrieb benötigt man bidirektionale Treiber, z. B. den 8286.

## Peripheriebausteine
- Intel 8282/8283: 8-Bit-Latch
- Intel 8284: Taktgeber
- Intel 8286/8287: bidirektionaler 8-Bit-Treiber
- Intel 8288: Bus-Controller
- Intel 8289: Bus-Arbiter